# Diazepam

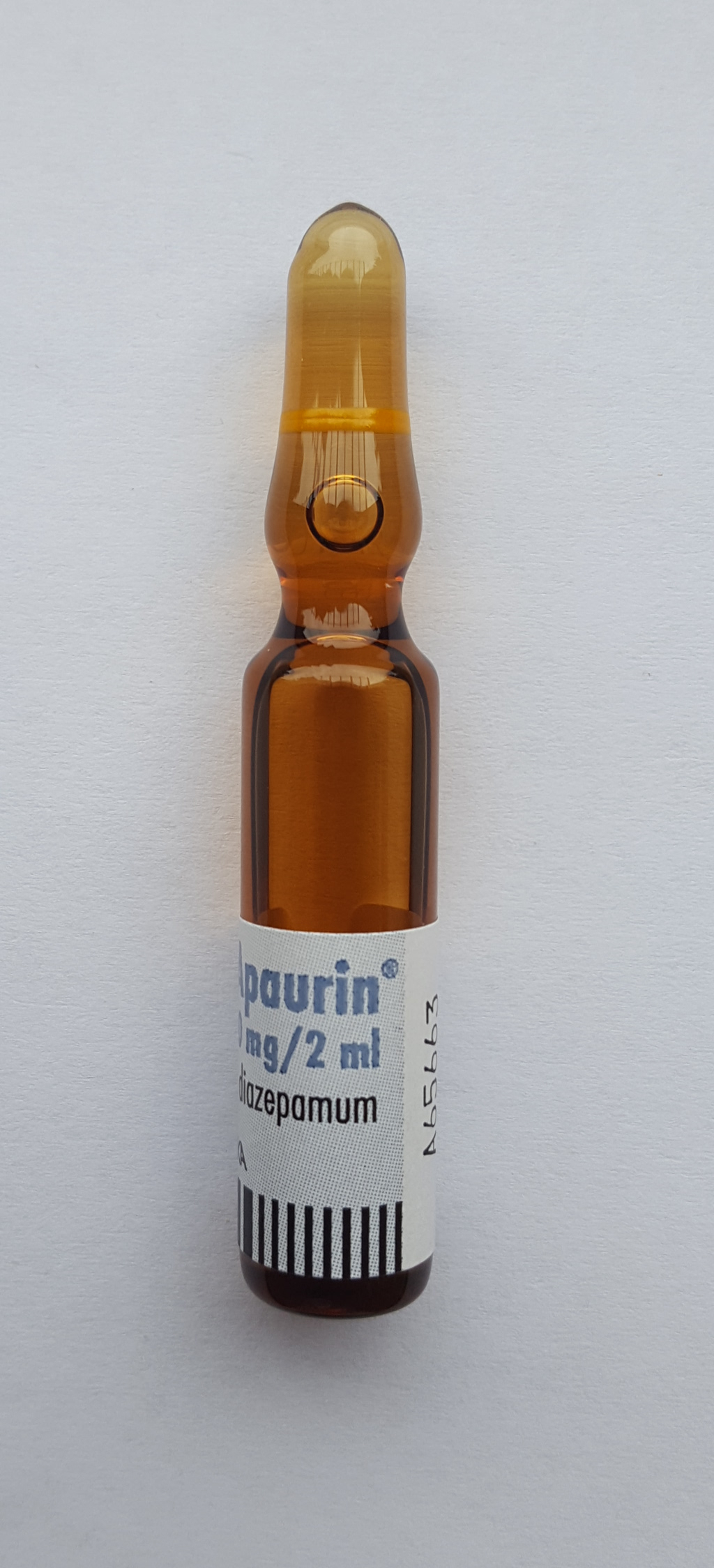
5mg/ml diazepam k intravenóznímu podání

Diazepam je léčivo ze skupiny benzodiazepinů tlumící centrální nervovou soustavu. Používá se ke zklidnění (sedativum) a při úzkosti (anxiolytikum), dále k uvolnění svalových křečí (myorelaxans), před celkovou anestézií a při léčbě epileptických záchvatů. Dlouhodobé užívání vede ke vzniku lékové závislosti. Diazepam byl vyvinut Leo Sternbachem, na trh byl uveden v roce 1963 firmou Hoffmann-La Roche pod obchodním názvem Valium. V ATC klasifikaci je diazepam kód N05BA01.

## Mechanismus účinku
Diazepam působí prostřednictvím GABA receptorů v CNS. Fyziologickým účinkem těchto receptorů je útlum činnosti CNS, diazepam pak, podobně jako všechny benzodiazepiny, barbituráty a alkohol, zvyšuje citlivost receptoru na přirozený ligand – kyselinu γ-aminomáselnou (GABA).

## Použití
Diazepam lze použít jako lék k odstranění nebo alespoň omezení přechodné úzkosti, napětí, strachu a neklidu. Vzhledem k riziku vzniku závislosti však nelze podávat dlouhodobě, doba užívání by neměla překročit pět týdnů. Dalším použitím je akutní léčba křečí, ať již epileptických či febrilních. V případě terapie epilepsie lze diazepam podávat i dlouhodobě, není však lékem první volby. Používá se i v terapii abstinenčního syndromu alkoholiků.

### Kontraindikace
Situací, kdy nelze diazepam podat, je několik:
- chorobná svalová slabost
- glaukom (zelený zákal)
- otrava alkoholem nebo látkami tlumícími CNS
- těžké poškození jater a ledvin
- první třetina těhotenství a kojení

## Nežádoucí účinky
Během podávání diazepamu se mohou objevit nežádoucí účinky. Při krátkodobém užívání se mohou objevit např. spavost, únava, porucha koordinace pohybů, závratě, dezorientace nebo bolest hlavy. Při dlouhodobém podávání je riziko vzniku závislosti.

## Toxikologie
Diazepamem se lze předávkovat, protože je ale toxická dávka poměrně vysoká, prakticky vždy jde o sebevražedný úmysl. Útlum aktivity CNS dosáhne takového stupně, že dojde i k útlumu dechového centra a otrávený se udusí ve spánku. K diazepamu existuje antidotum (protijed) flumazenil.
Diazepam lze použít jako specifické antidotum při otravě některými stimulujícími látkami, jako např. strychnin.

## Lékové formy
Diazepam se distribuuje ve formě tablet, čípků i roztoků pro injekční nebo rektální podání.
Vzhledem k tomu, že je diazepam poměrně často užívaným lékem, vyrábí jej jako generikum celá řada firem pod vlastními obchodními názvy. Vedle původního Valia firmy Hoffmann-La Roche tak existuje např. Diazepam-Biotica (Biotica) nebo Diazepam-Slovakofarma (Zentiva).